# Le Rochereau
Le Rochereau är en kommun i departementet Vienne i regionen Nouvelle-Aquitaine i västra Frankrike. Kommunen ligger i kantonen Vouillé som tillhör arrondissementet Poitiers. År 2018 hade Le Rochereau 838 invånare.

## Befolkningsutveckling
Antalet invånare i kommunen Le Rochereau
| Referens: INSEE |